# 古楚街道
古楚街道是中华人民共和国江苏省宿迁市宿城区下辖的一个街道办事处。

## 行政区划
古楚街道下辖以下村级行政区划单位：
朱圩社区、前庵社区、王梨园社区、罗土塘社区和徐圩社区。